# Beaver Creek Provincial Park (British Columbia)
Der Beaver Creek Provincial Park (auch Beaver Creek Park) ist ein nur etwa 89 Hektar (ha) großer Provincial Park im zentralen Süden der kanadischen Provinz British Columbia, südlich der kleinen Gemeinde Montrose und unweit der südlich gelegenen Grenze zwischen Kanada und den Vereinigten Staaten.

## Anlage
Der Park liegt im Regional District of Kootenay Boundary, an der Einmündung des Beaver Creek in den Columbia River, im Übergangsgebiet zwischen den westlich gelegenen Monashee Mountains und den östlich gelegenen Selkirk Mountains. Er liegt westlich des Highway 22A und des Regionalflughafens von Trail.
Für den Park wird bisher keine IUCN-Kategorie (Not Reported) ausgewiesen. Innerhalb des Systems der Provinzparks von British Columbia wird der Park als Class C park eingeordnet und damit durch eine private Gesellschaft, im Auftrag von BC Parks, verwaltet.
Der nördliche Parkbereich wird durch eine unterirdische Gaspipeline von FortisBC in Ost-West-Richtung durchquert.

## Geschichte
Der Park wurde am 24. März 1965 mit einer Fläche von 107 Acre (das entspricht etwa 43,5 ha) als einer der kleineren Provincial Parks in British Columbia eingerichtet. Im Laufe der Zeit wurden dabei sowohl seine Größe wie auch sein Schutzstatus geändert. Zuletzt wurde im Jahr 2010 die Rechtsgrundlage seines Schutzes sowie seiner Größe geändert.
Wie jedoch bei fast allen Provinzparks in British Columbia gilt auch für diesen, dass die Gegend, lange bevor sie von europäischen Einwanderern besiedelt oder sie Teil eines Parks wurde, in diesem Fall Jagd-, Fischfang- und Siedlungsgebiet verschiedener Gruppen der First Nations, hauptsächlich der Binnen-Salish (hier der Okanagan und der Kutenai), war. Für die Nutzung dieses Gebietes durch die First Nations wurden im Park Nachweise, sowohl aus der Zeit vor wie auch nach der ersten Kontaktaufnahme mit Europäern, gefunden.

## Flora und Fauna
Mit dem Biogeoclimatic Ecological Classification (BEC) Zoning System wird das Ökosystem von British Columbia in verschiedene biogeoklimatische Zonen eingeteilt. Biogeoklimatische Zonen zeichnen sich durch ein grundsätzlich identisches oder sehr ähnliches Klima sowie gleiche oder sehr ähnliche biologische und geologische Voraussetzungen aus. Daraus resultiert in den jeweiligen Zonen dann grundsätzlich auch ein sehr ähnlicher Bestand an Pflanzen und Tieren. Innerhalb dieser Systematik wird der Park der Interior Cedar—Hemlock Zone zugeordnet.
Der Park ist gekennzeichnet durch seinen Bewuchs mit Westlichen Balsam-Pappeln und Weiden sowie Süßgräsern. Neben verschiedenen anderen Vögeln kommen Kanadareiher und Blutgesichtspechte vor. Im Unterholz und auf den Wiesen finden sich Schwarznattern und Gummiboas. Der Columbia River und der Beaver Creek sind unter anderem Lebensraum für Weißen Stör, Stierforelle und Knochenfische der Gattung Cottus.

## Aktivitäten
Der Park ist ein beliebtes Ziel von Outdoor-/Wassersportlern, die hier die Bootsrampe zum Columbia River nutzen. Außerdem verfügt der Park für Tagesbesucher über einen Picknickbereich. Ferner bietet er mehrere kurze Wandermöglichkeiten.
Der Park hat mehrere (teilweise reservierbare) Stellplätze für Wohnmobile und Zelte und verfügt über eine sehr einfach Sanitäranlage.

## Benachbarte Parks
Die nächstgelegenen Provinzparks sind in Richtung Osten, südlich von Rossland, der King George VI Provincial Park und in nördlicher Richtung, nordnordöstlich der Gemeinde Trail, der Champion Lakes Provincial Park.